# Vicente José Fernández Biurrun
Vicente José Fernández Biurrun (nascut a Sao Paulo, Brasil, l'1 de setembre de 1959) és un exfutbolista basc d'origen brasiler. Va jugar en la posició de porter.

## Trajectòria
Estava en la plantilla de la Reial Societat que es va proclamar campiona de lliga el 1981-1982, però Luis Miguel Arconada no el va deixar jugar un sol minut amb la samarreta de la Reial, pel que es va veure obligat a emigrar a l'Osasuna. Tampoc van ser fàcils els seus inicis en el club navarrès, perquè el guardameta Francisco Vicuña seria el titular de la meta osasunista durant la primera temporada de Biurrun, encara que debuta en primera divisió i disputa sis partits. Al següent any, Biurrun aconsegueix furtar la titularitat a Vicuña i juga 20 partits de lliga. Els anys posteriors serà el porter indiscutible del seu equip a pesar de l'arribada del jove Juan Carlos Unzué, una de les grans promeses del futbol espanyol.
En 1986 i gràcies al fet que el Futbol Club Barcelona ha decidit fitxar a Andoni Zubizarreta, el porter de la selecció, Biurrun entra en el canvi i passa a jugar en les files de l'Athletic Club. Durant quatre anys serà el porter indiscutible, per a fitxar posteriorment pel RCD Espanyol, on jugarà tres temporades, dues de les quals segueix sent el porter titular indiscutible, amb la difícil tasca de substituir al mític camerunès Thomas N'Kono, autèntic ídol de l'afició periquita.
Durant el seu tercer any en l'Espanyol, tot just juga cinc partits i retorna a la Reial Societat, on Alberto López és el porter titular indiscutible i Biurrun sol pot jugar quatre partits, retirant-se al final de la 1994-95.
Internacionalment, va ser porter de la selecció basca en algunes convocatòries.